# Ravavy
Ravavy este un gen malgaș de furnici din subfamilia Dolichoderinae care conține o singură specie Ravavy miafina.

## Descriere
Genul este cunoscut doar după masculii din Madagascar. Masculii se disting de toți ceilalți masculi descriși în genurile dolichoderine prin forma lor mandibulară unică. Marginea bazală alungită și marja masticatorie redusă sunt considerate apomorfice pentru gen. Forma clipeusului, lungimea peisajului și forma petiolului, formează împreună un diagnostic inclusiv care izolează Ravavy de toate celelalte genuri din subfamilie. Niciun alt mascul descris nu este similar superficial cu Ravavy. cu toate acestea, forma mandibulei din Bothriomyrmex, amintește în unele privințe. Mandibula din Bothriomyrmex nu este triunghiulară ca în Tapinoma de exemplu, dar, la fel ca Ravavy, are o marjă masticatorie scurtă în comparație cu marja bazală. Cu toate acestea, în Bothriomyrmex, marja masticatorie include cel puțin trei dinți, în timp ce în Ravavy este prezent un singur dinte.